# Procaris hawaiana
Procaris hawaiana is een tienpotigensoort uit de familie van de Procarididae. De wetenschappelijke naam van de soort is voor het eerst geldig gepubliceerd in 1973 door Holthuis.